# Mazatenango
Mazatenango è un comune del Guatemala, capoluogo del dipartimento di Suchitepéquez.